# Katharina af Brandenburg-Küstrin
Katharina af Brandenburg-Küstrin (10. august 1549 - 30. september 1602) var en kurfurstinde af Brandenburg, gift 8. januar 1570 med kurfyrste Joachim Frederik af Brandenburg.
Hun var den yngste af to døtre af markgreve Johan af Brandenburg-Küstrin og hans hustru Katarina af Braunschweig-Wolfenbüttel.
Katharina bedrev velgørenhed for fattige, oprettede mejeriet Wedding i Berlin og et apotek i slottet, som distribuerede gratis medicin til nødlidte.
Hun blev begravet den 13. oktober 1602 i det Hohenzollerska gravkor i Berliner Dom, Berlins domkirke.

## Børn
1. Johan Sigismund (1572-1619), kurfyrste af Brandenburg 1608-1619
2. Anna Katharina (1575-1612), gift med kong Christian IV af Danmark
3. Johan Georg (1577-1624), hertug af Krnov 1606-1622
4. August Fredrik (1580-1601)
5. Albrekt Fredrik (1582-1600)
6. Joakim (1583-1600)
7. Ernst (1583-1613)
8. Barbara Sofia (1584-1636), gift med hertug Johan Frederik af Württemberg
9. Kristian Vilhelm (1587-1665), ærkebiskop af Magdeburg 1598-1631